# AOL Instant Messenger
AOL Instant Messenger, afgekort tot AIM, was een instant messenger van het bedrijf AOL die verscheen in mei 1997. Het gebruikt dezelfde protocollen als het chatprogramma ICQ, namelijk OSCAR en TOC. AOL Instant Messenger komt standaard bij een internetaansluiting bij AOL, een van de grootste internetproviders van de VS.

## Functies
De instant messenger biedt gebruikers de mogelijkheid direct te communiceren met andere AIM-gebruikers. AIM had in 2008 een marktaandeel van 35% in de Verenigde Staten. Via extra diensten die worden aangeboden door AOL wordt het stukken makkelijker om andere gebruikers te vinden met dezelfde interesses. Er bestaan zo speciale chatrooms, speciale sites en speciale gebruikersprofielen.
AOL Instant Messenger heeft onder andere de mogelijkheid voor het versturen tekstberichten tussen twee personen of binnen complete chatrooms, het delen van bestanden met andere gebruikers en het spelen van spelletjes tegen anderen. Hoewel de meest recente versie AIM 6.8 is, blijven nog veel gebruikers bij de 3.x serie, omdat de licentieovereenkomst van 4.0 en latere cliënten een clausule bevat die de gebruiker verbiedt ooit een cliënt te gebruiken die niet van AOL is, zogenaamde software van derden.

## Webversie
Er was ook een dynamische webversie van AIM, genaamd AIM Express. Het was bedoeld voor mensen die niet in staat zijn de software te gebruiken of dit weigeren, maar toch instant messaging willen gebruiken. Hoewel in AIM Express veel standaardfuncties van AIM zitten, zijn geavanceerde onderdelen zoals het versturen van bestanden en audiovisueel communiceren niet beschikbaar in de webversie.

## Werking en populariteit
Het standaardprotocol dat wordt gebruikt door de AIM-cliënts om te communiceren wordt OSCAR genoemd. AIM Express gebruikt daarentegen TOC. Het TOC-protocol is openbaar gemaakt in de hoop dat de makers van cliënten van derden hier hun aandacht op zouden vestigen. Hierdoor zou het (niet openbare) OSCAR-protocol minder populair worden onder programmeurs. Dit beleid is echter niet geheel succesvol geweest: het OSCAR-protocol wordt nog steeds veel gebruikt. Hierdoor ziet AOL zichzelf steeds gedwongen om onderdelen van het protocol te wijzigen zodat programma's van derden opeens niet meer werken. Het resultaat is een voortdurend kat-en-muisspel tussen AOL en de programmeurs.
Terwijl AOL in de Verenigde Staten marktleider is in de instant-messagemarkt, beslaat de grote concurrent Skype (voorheen Windows Live Messenger) van Microsoft in Europa veel meer marktaandeel. Daar zijn ze maar tweede, ver onder Skype.